# Fulcrum Wheels

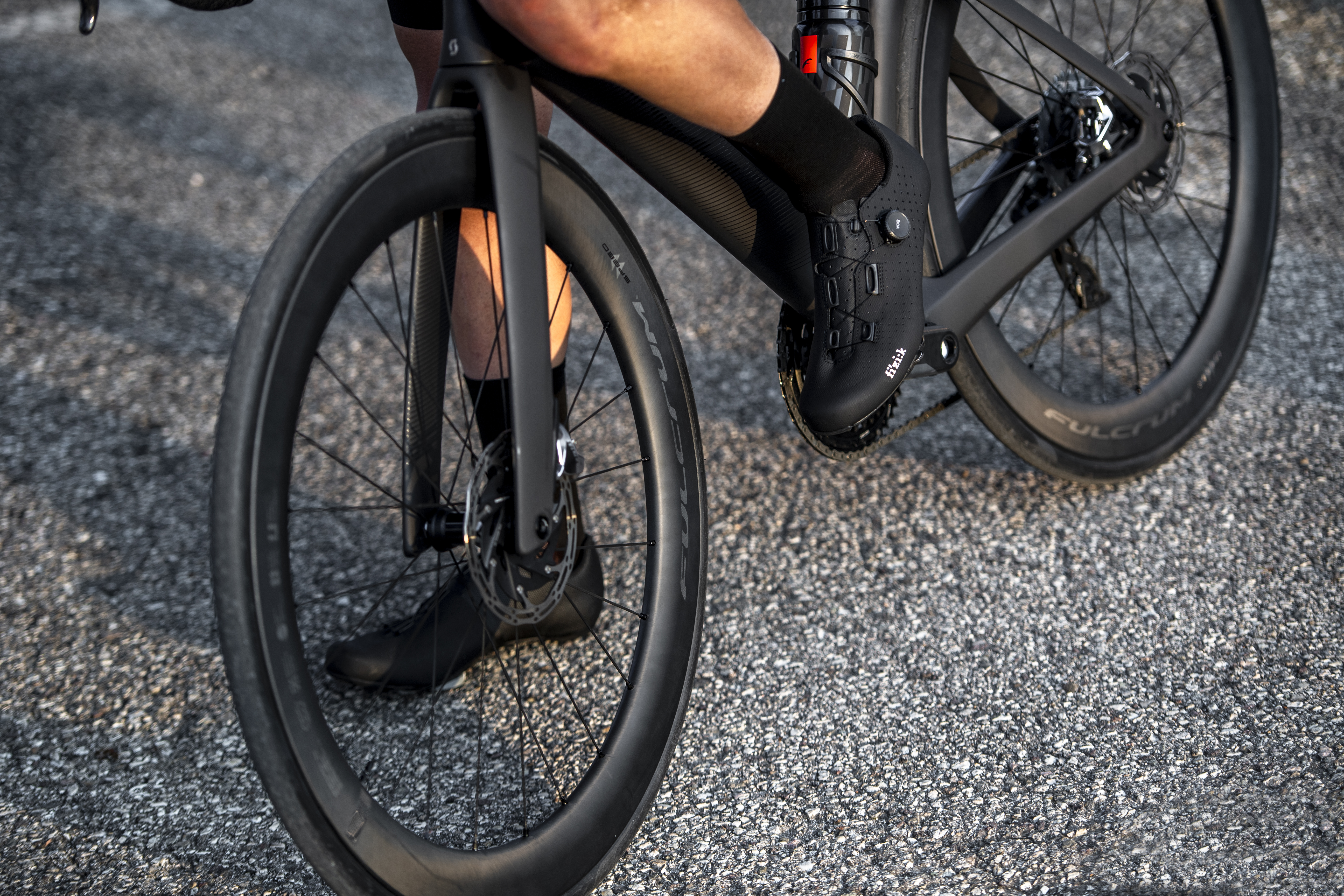
Una bici con ruote Fulcrum

La Fulcrum Wheels è un'azienda di proprietà della Campagnolo specializzata nella produzione di  ruote per biciclette da corsa e mountain bike.
L’azienda, fondata a Vicenza nel 2004 da tre ingegneri aerospaziali è considerata uno dei marchi più prestigiosi al mondo e distribuisce i suoi prodotti in oltre 30 paesi.